# Mahamaya
Mahamaya eller Maya var mor till Siddharta Gautama, Buddha. Hon var gift med Suddhodana, som också var Siddhartas far. Hon dog sju dagar efter Siddhartas födelse. Flera legendariska berättelser finns kring Mahamahaya, hennes graviditet, födelsen av Siddharta och hennes död. Hon sägs ha återfötts som en manlig gud i Tusitahimlen och Buddha sägs ha gått dit för att lära ut buddhistiska lärdomar till sin mor.